# Ostrožnik
Ostrožnik je naselje v Občini Mokronog - Trebelno.